# Memorial Hubert Wagner 2017
Il Memorial Hubert Wagner 2017 si è svolto dall'11 al 13 agosto 2017 a Cracovia, in Polonia: al torneo hanno partecipato quattro squadre nazionali e la vittoria finale è andata per la settima volta alla Polonia.

## Impianti
|                                                                     |  |  |
|                                                                     |  |  |
| Kraków Arena Città: Cracovia Capienza: 15 328 Anno d'apertura: 2014 |  |  |

## Regolamento

### Formula
Le squadre hanno disputato un'unica fase con formula del girone all'italiana.

### Criteri di classifica
Se il risultato finale è stato di 3-0 o 3-1 sono stati assegnati 3 punti alla squadra vincente e 0 a quella sconfitta, se il risultato finale è stato di 3-2 sono stati assegnati 2 punti alla squadra vincente e 1 a quella sconfitta.
L'ordine del posizionamento in classifica è stato definito in base a:
- Punti;
- Ratio dei set vinti/persi;
- Ratio dei punti realizzati/subiti.

## Squadre partecipanti
| Squadra | Qualificazione      | Ultima partecipazione       |
| ------- | ------------------- | --------------------------- |
| Canada  | Wild card           | Memorial Hubert Wagner 2006 |
| Francia | Wild card           | Memorial Hubert Wagner 2015 |
| Polonia | Paese organizzatore | Memorial Hubert Wagner 2016 |
| Russia  | Wild card           | Memorial Hubert Wagner 2014 |

## Torneo

### Risultati
| 11 agosto 2017 Kraków Arena, Cracovia Durata: ? - Spettatori: ? | Canada  | 1 - 3 | Russia  | 23-25, 27-29, 25-22, 17-25        |
| 11 agosto 2017 Kraków Arena, Cracovia Durata: ? - Spettatori: ? | Polonia | 2 - 3 | Francia | 25-22, 16-25, 20-25, 25-22, 13-15 |
| 12 agosto 2017 Kraków Arena, Cracovia Durata: ? - Spettatori: ? | Polonia | 3 - 0 | Canada  | 36-34, 25-22, 26-24               |
| 12 agosto 2017 Kraków Arena, Cracovia Durata: ? - Spettatori: ? | Francia | 3 - 2 | Russia  | 21-25, 25-18, 21-25, 25-18, 15-10 |
| 13 agosto 2017 Kraków Arena, Cracovia Durata: ? - Spettatori: ? | Canada  | 3 - 0 | Francia | 25-22, 25-21, 25-22               |
| 13 agosto 2017 Kraków Arena, Cracovia Durata: ? - Spettatori: ? | Polonia | 3 - 2 | Russia  | 16-25, 19-25, 25-20, 25-22, 15-12 |

### Classifica
| Pos | Squadra | Pt | G | V | P | SV | SP | Ratio | PF  | PS  | Ratio |
| --- | ------- | -- | - | - | - | -- | -- | ----- | --- | --- | ----- |
| 1   | Polonia | 6  | 3 | 2 | 1 | 8  | 5  | 1.600 | 286 | 293 | 0.976 |
| 2   | Francia | 4  | 3 | 2 | 1 | 6  | 7  | 0.857 | 281 | 270 | 1.040 |
| 3   | Russia  | 5  | 3 | 1 | 2 | 7  | 7  | 1.000 | 301 | 299 | 1.006 |
| 4   | Canada  | 3  | 3 | 1 | 2 | 4  | 6  | 0.666 | 245 | 253 | 0.968 |

## Classifica finale
| Pos | Squadra | Rosa |
| --- | ------- | --- |
|     | Polonia | Formazione: 1 Popiwczak, 2 Muzaj, 3 Konarski, 4 Kaczmarek, 5 Kurek, 6 Szalpuk, 7 Lemański, 8 Wojtaszek, 9 Drzyzga, 10 Łomacz, 11 Kubiak, 12 Śliwka, 13 Kochanowski, 14 Wiśniewski, 15 Zatorski, 16 Bieniek, 17 Buszek, CT: De Giorgi                                                                                |
|     | Francia | Formazione: 1 Aguenier, 2 Grebennikov, 3 Patry, 4 Clévenot, 5 Toniutti, 6 K. Tillie, 7 Lyneel, 8 N'Gapeth, 9 Le Roux, 10 Brizard, 11 Boyer, 12 Le Goff, 13 Bultor, 14 Quesque, 15 T. Rossard, 16 N. Rossard, 17 Chinenyeze, 18 Carle, CT: L, Tillie                                                                 |
|     | Russia  | Formazione: 1 Grankin, 2 But'ko, 3 Kolodinskij, 4 Antipkin, 5 Aščev, 6 Vol'vič, 7 Ostapenko, 8 Vlasov, 9 Kurkaev, 10 Lichošerstov, 11 Ščerbinin, 12 Berežko, 13 Markin, 14 Kljuka, 15 Volkov, 16 Feoktistov, 17 Botin, 18 Michajlov, 19 Žigalov, 20 Poletaev, 21 Ermakov, 22 Martynjuk, 23 Zelenkov, CT: Šlyapnikov |
| 4   | Canada  | |

## Premi individuali
| Premio                | Nome                | Squadra |
| --------------------- | ------------------- | ------- |
| MVP                   | Maksim Michajlov    | Russia  |
| Miglior palleggiatore | Benjamin Toniutti   | Francia |
| Miglior opposto       | Dawid Konarski      | Polonia |
| Miglior schiacciatore | Dmitrij Volkov      | Russia  |
| Miglior schiacciatore | Steven Marshall     | Canada  |
| Miglior centrale      | Bartłomiej Lemański | Polonia |
| Miglior centrale      | Il'jas Kurkaev      | Russia  |
| Miglior libero        | Jenia Grebennikov   | Francia |